# Księstwo Smoleńskie

Księstwa Rusi Kijowskiej po śmierci Jarosława Mądrego w 1054 roku

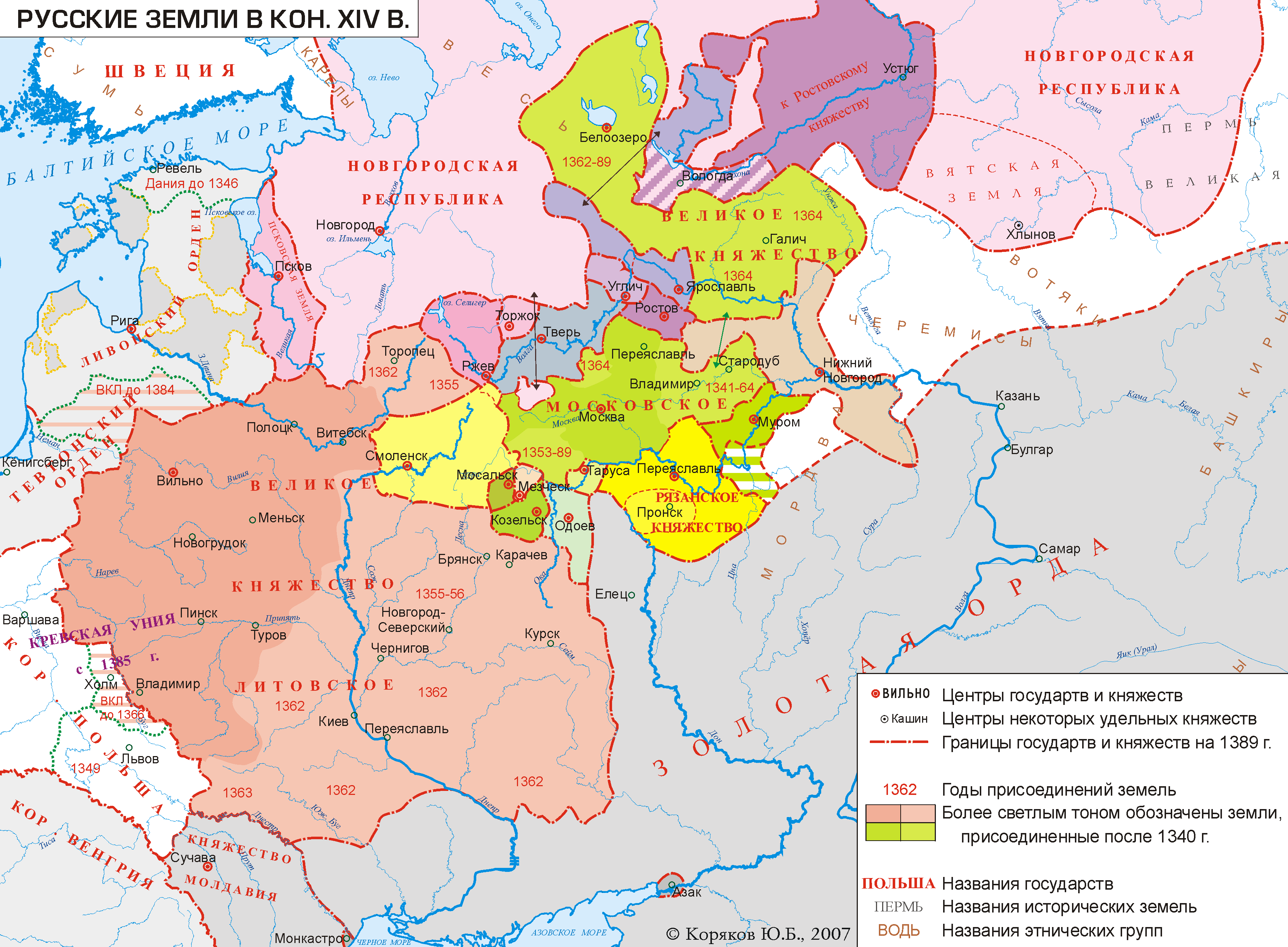
Ziemie ruskie w 1389 roku w okresie dominacji Wielkiego Księstwa Litewskiego

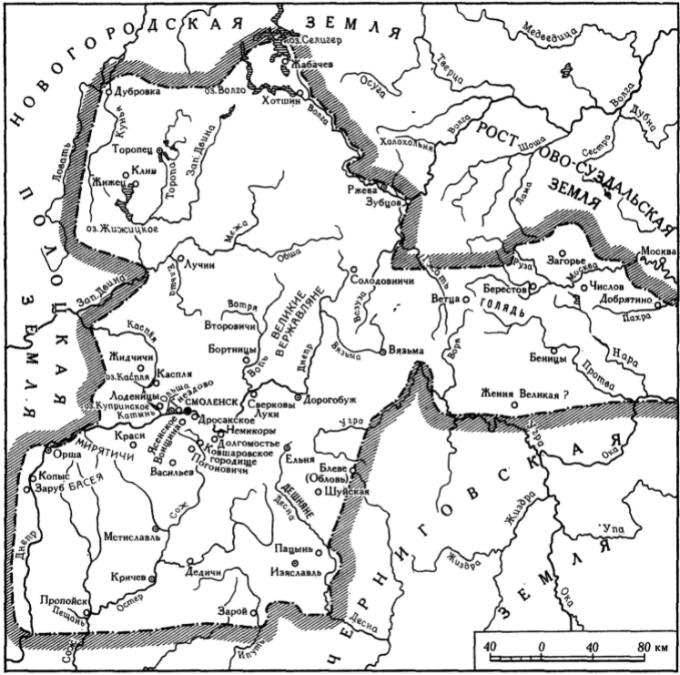
Mapa Księstwa Smoleńskiego

Księstwo Smoleńskie lub Wielkie Księstwo Smoleńskie – udzielne księstwo ruskie istniejące w latach od ok. 988 do 1405, położone w górnych biegach rzek Dniepru, Wołgi i Dźwiny, w którym panowali książęta smoleńscy z dynastii Rurykowiczów. 
Stolicą księstwa był Smoleńsk, a podlegały mu mniejsze księstwa: możajskie, toropieckie, wiaziemskie, dorohobuskie, sielechowskie, fomińsko-berezujskie, rżewskie i kozłowskie.

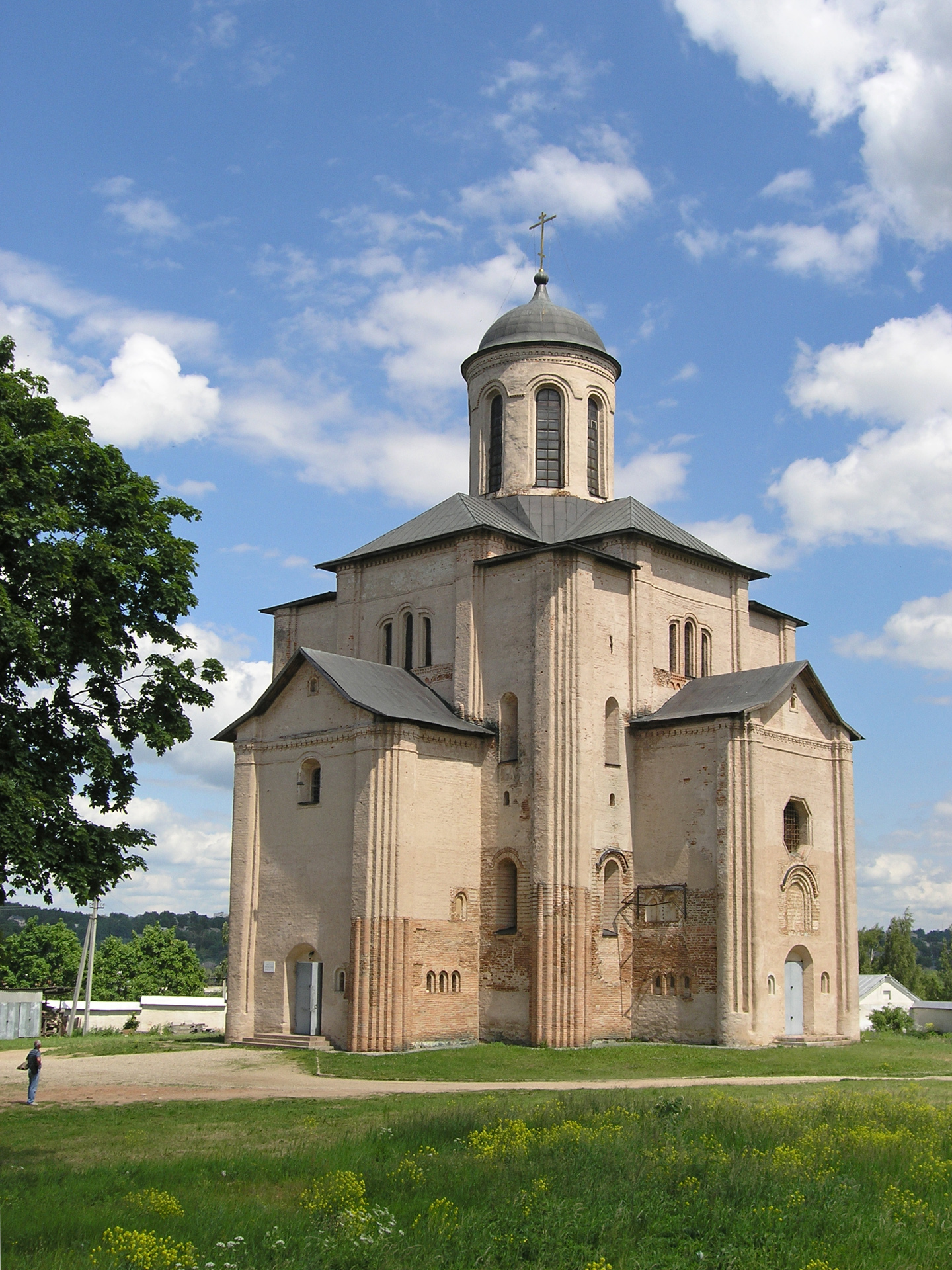
Cerkiew św. Michała Archanioła w dawnej letniej rezydencji książąt smoleńskich. Zachowany przykład architektury smoleńskiej sprzed najazdu mongolskiego

Ziemia smoleńska należała do Rusi Kijowskiej od IX wieku jako ważny odcinek szlaku od Waregów do Greków. Pierwszym księciem ruskim osiadłym w Smoleńsku był Stanisław Władimirowicz (ok. 988-po 1015), syn Włodzimierza Wielkiego. Po śmierci Jarosława Mądrego w 1054 roku nastąpił podział Rusi Kijowskiej, a dzielnica smoleńska przypadła jego synowi Wiaczesławowi. W 1127 władzę nad księstwem przejęła gałąź Rościsławiczów.
Od ok. 1230 roku Księstwo, podobnie jak większość księstw ruskich, było lennikiem Złotej Ordy. W 1303 roku Moskwa oderwała od Księstwa Smoleńskiego wschodnią część, w tym Możajsk i Wereję.
W 1313 roku książę smoleński Iwan Aleksandrowicz przestał płacić daninę Złotej Ordzie, a przed 1340 roku uznał się lennikiem wielkiego księcia litewskiego Giedymina. Wywołało to reakcję chana Ozbega, który tuż po śmierci Giedymina w 1340 wysłał na Księstwo Smoleńskie zbrojną ekspedycję karną, w której uczestniczyły oddziały księcia moskiewskiego Iwana Kality oraz innych książąt północnej Rusi podległych władzy mongolskiej.
Księstwo Smoleńskie zajmowało strategiczną pozycję na tzw. Bramie Smoleńskiej, dzięki czemu mogło zachowywać niezależność i lawirować pomiędzy rywalizującymi ze sobą Wielkim Księstwem Litewskim a Wielkim Księstwem Moskiewskim. W 1348 oddziały smoleńskie brały udział w litewskiej wyprawie przeciw Krzyżakom i w przegranej bitwie nad Strawą. 1352 wielki książę litewski Olgierd ochronił Smoleńsk przed najazdem moskiewskiego Siemiona Dumnego samą groźbą interwencji. W latach 1368, 1370 i 1372 książę smoleński Światosław IV Wielki wraz księciem twerskim wziął udział w wyprawach Olgierda na Moskwę. Po niepowodzeniu Olgierda przeszedł na stronę Moskwy i uczestniczył w 1375 roku w najeździe moskiewskim na Twer (za co tym razem Olgierd karnie spustoszył Smoleńszczyznę). Po śmierci Olgierda w 1377 Księstwo Smoleńskie uzyskało czasowo niezależność od Litwy.
Po zawarciu unii polsko-litewskiej kolejny książę smoleński Jerzy Światosławicz złożył w 1387 roku hołd lenny Jagielle, Jadwidze i Koronie Królestwa Polskiego wraz z przysięgą wierności z całej ziemi smoleńskiej. Jednak w 1395 roku książę litewski Witold zajął Smoleńsk pod pozorem ochrony przed najazdem tatarskim i ustanowił tam Romana Michajłowicza (księcia briańskiego i czernichowskiego) jako swojego namiestnika zmieniając księstwo w prowincję Wielkiego Księstwa Litewskiego. Wykorzystując klęskę Witolda nad Worsklą miasto zdobył jednak książę riazański Oleg, teść księcia smoleńskiego Jerzego. Witold bezskutecznie próbował je odebrać w 1401 roku.
W latach 1404–1405 miała miejsce zbrojna wyprawa Witolda – przy wsparciu polskich oddziałów Jagiełły –  która zakończyła się podbojem i ostateczną likwidacją Księstwa Smoleńskiego. Sam Smoleńsk został zajęty po dwumiesięcznym oblężeniu 26 czerwca 1404 roku (według innych źródeł w 1405), gdy bramy miasta otworzyli Litwinom smoleńscy bojarzy niezadowoleni z rządów Olega. Witold pozostawił mniejszych książąt, którzy podlegali namiestnikowi litewskiemu. 
Odtąd ziemia smoleńska była częścią Wielkiego Księstwa Litewskiego. Kilka lat później pod Grunwaldem w ramach armii litewskiej walczyły trzy chorągwie smoleńskie pod wodzą Lingwena. 
Od 1508 roku ziemia smoleńska funkcjonowała jako województwo smoleńskie w ramach państwa polsko-litewskiego.